# Ornitologia

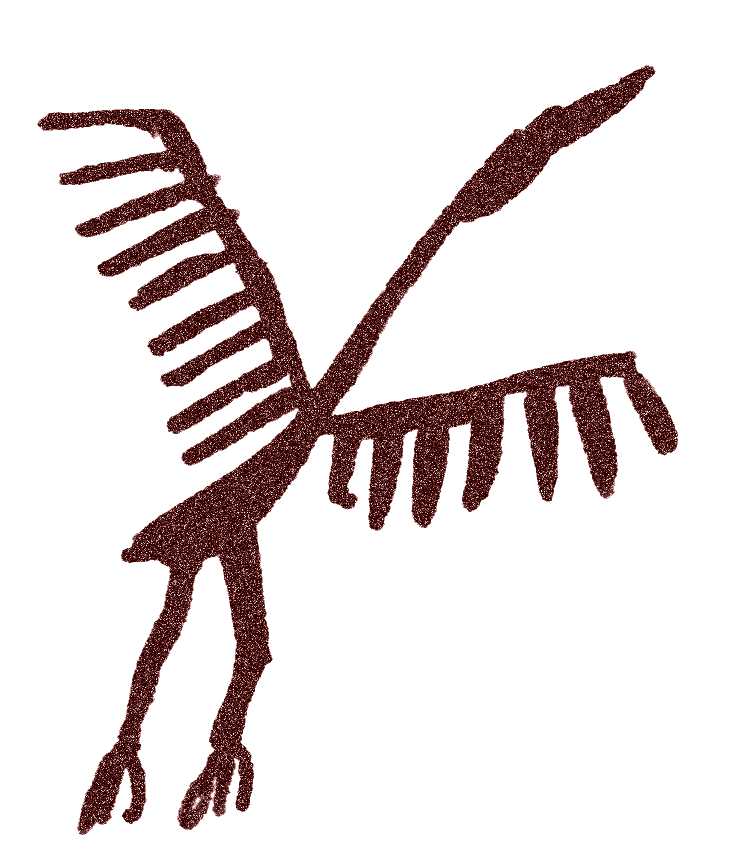
Petroglifo preistorico di cicogna, Cadice, Spagna

L'ornitologia è una branca della zoologia che si occupa di studiare la classe degli uccelli (Aves).

## Storia

### L'ornitologia nell'antichità
Gli uomini devono aver osservato gli uccelli fin dai tempi più remoti; i più antichi disegni di uccelli risalgono al paleolitico. Del resto, gli uccelli erano fin da allora oggetto di caccia e fonte primaria di cibo; negli scavi archeologici risalenti al Paleolitico sono state identificate ossa di almeno 80 specie diverse di uccelli. Tanto la caccia quanto la domesticazione e l'allevamento degli uccelli presuppongono che fosse disponibile una buona conoscenza del loro comportamento.
Le testimonianze scritte dell'antichità manifestano precocemente l'interesse per gli uccelli. I Veda (1500-800 a.C.) già riportano osservazioni accurate, per esempio nella descrizione del parassitismo praticato dal cuculo asiatico (Eudynamys scolopaceus)
Incidentalmente, le antiche testimonianze scritte forniscono anche indicazioni preziose sull'antica distribuzione delle specie. Per esempio, Senofonte riferisce dell'abbondanza di struzzi in Assiria (Anabasi, i. 5), mentre oggi gli struzzi vivono allo stato selvatico solo in Africa.

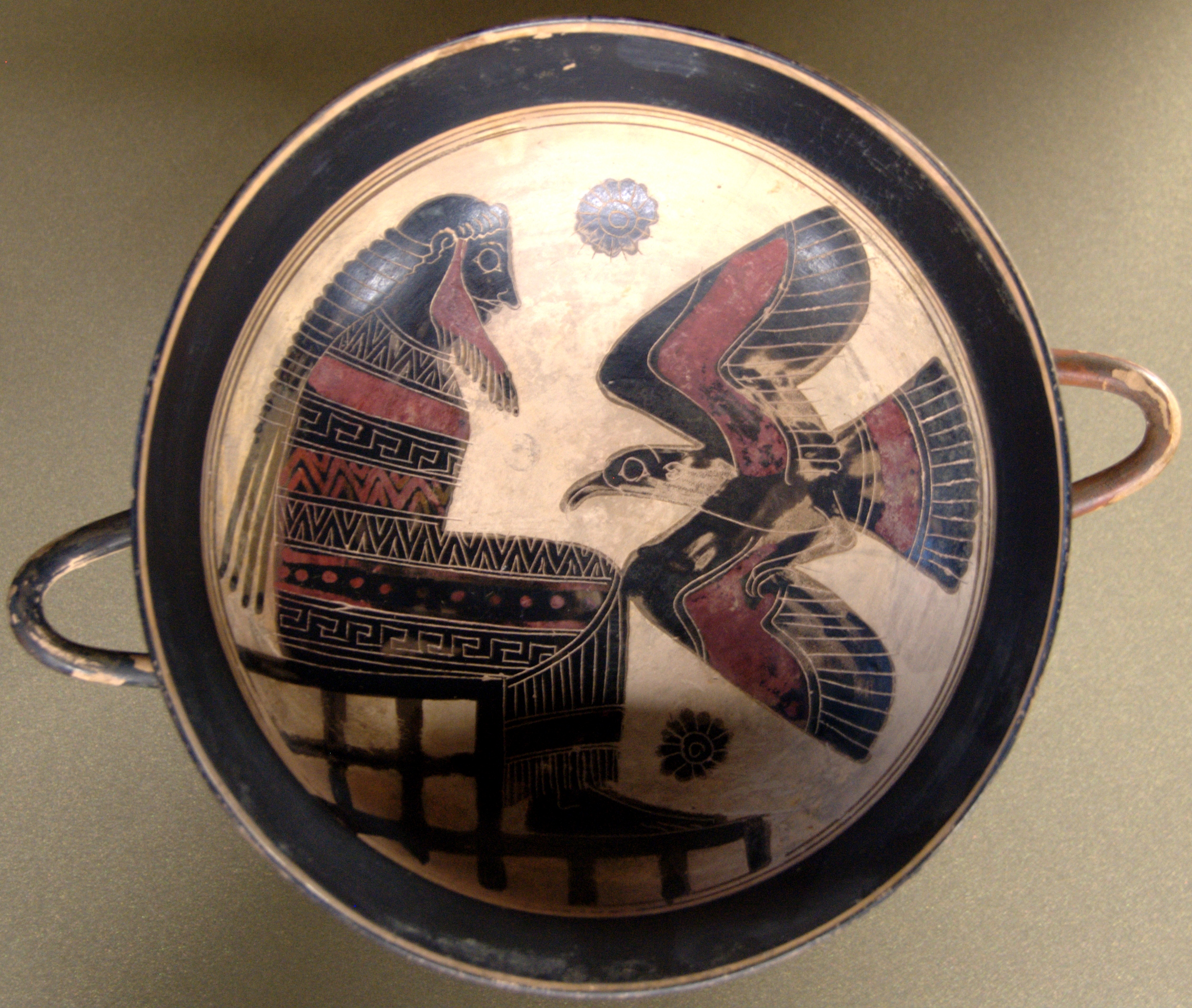
Zeus con un'aquila su un vaso greco, Museo del Louvre

Anche le arti figurative antiche, per esempio in Cina, in Giappone, in India, dimostrano una buona conoscenza ornitologica, con illustrazioni scientificamente accurate di uccelli.
Nel IV secolo a.C., Aristotele nella sua opera Περὶ Τὰ Ζῷα Ἱστορίαι (generalmente nota sotto il nome latino di Historia animalium = Storia degli Animali) dedica ampio spazio agli uccelli, ivi compresi aspetti etologici come le migrazioni e fisiologici come gli organi interni, la deposizione delle uova e la longevità. Ci sono però anche degli errori, alcuni dei quali hanno avuto largo seguito nel tempo, proprio a causa della celebrità e competenza dell'autore, per esempio l'affermazione che le rondini vadano in letargo d'inverno (pur riconoscendo le loro migrazioni).
Va menzionata anche l'opera enciclopedica Naturalis historia (Storia Naturale) di Plinio il Vecchio (I secolo d.C.), il cui decimo libro è in gran parte dedicato agli uccelli. Plinio classificava gli uccelli primariamente in base alla forma delle zampe.
A cavallo tra il II e il III secolo d.C., Claudio Eliano scrisse Περὶ Ζῴων Ἰδιότητος (Perì Zòon Idiòtetos = Natura degli Animali), che elenca in ordine alfabetico, tra gli altri animali, 109 specie di uccelli. L'opera è però poco accurata dal punto di vista scientifico.

### L'ornitologia nel Medioevo
All'inizio del XIII secolo, Federico II di Svevia si procurò un trattato arabo sulla falconeria e lo fece tradurre in latino. Nei decenni seguenti approfondì la materia, compiendo anche alcuni esperimenti (p.es., coprendo gli occhi agli avvoltoi, concluse che essi trovavano il cibo per mezzo della vista e non dell'odorato). Questi studi furono pubblicati nel 1240 sotto il titolo di De arte venandi cum avibus (L'Arte di Cacciare con gli Uccelli), considerato uno dei primi testi di etologia degli uccelli.
Le traduzioni dall'arabo in latino (di cui è un esempio il trattato nominato qui sopra) furono molto importanti nel Duecento e, per quanto riguarda l'ornitologia, fecero conoscere in particolare la Historia animalium di Aristotele (tradotta da Michele Scoto poco prima del 1220).
In questo secolo vennero prodotte anche opere naturalistiche originali o semi-originali. Vincenzo di Beauvais scrisse lo Speculum Naturae (Specchio della Natura, prima metà del secolo) in 32 libri, di cui due dedicati a uccelli e pesci. Alberto Magno scrisse il De Animalibus (Gli Animali, 1252), che elenca tra l'altro 114 specie di uccelli, rifacendosi in parte agli antichi e in parte a nuove osservazioni; particolare fortuna ebbe il capitolo dedicato ai falchi.

### L'ornitologia nel Cinquecento e nel Seicento

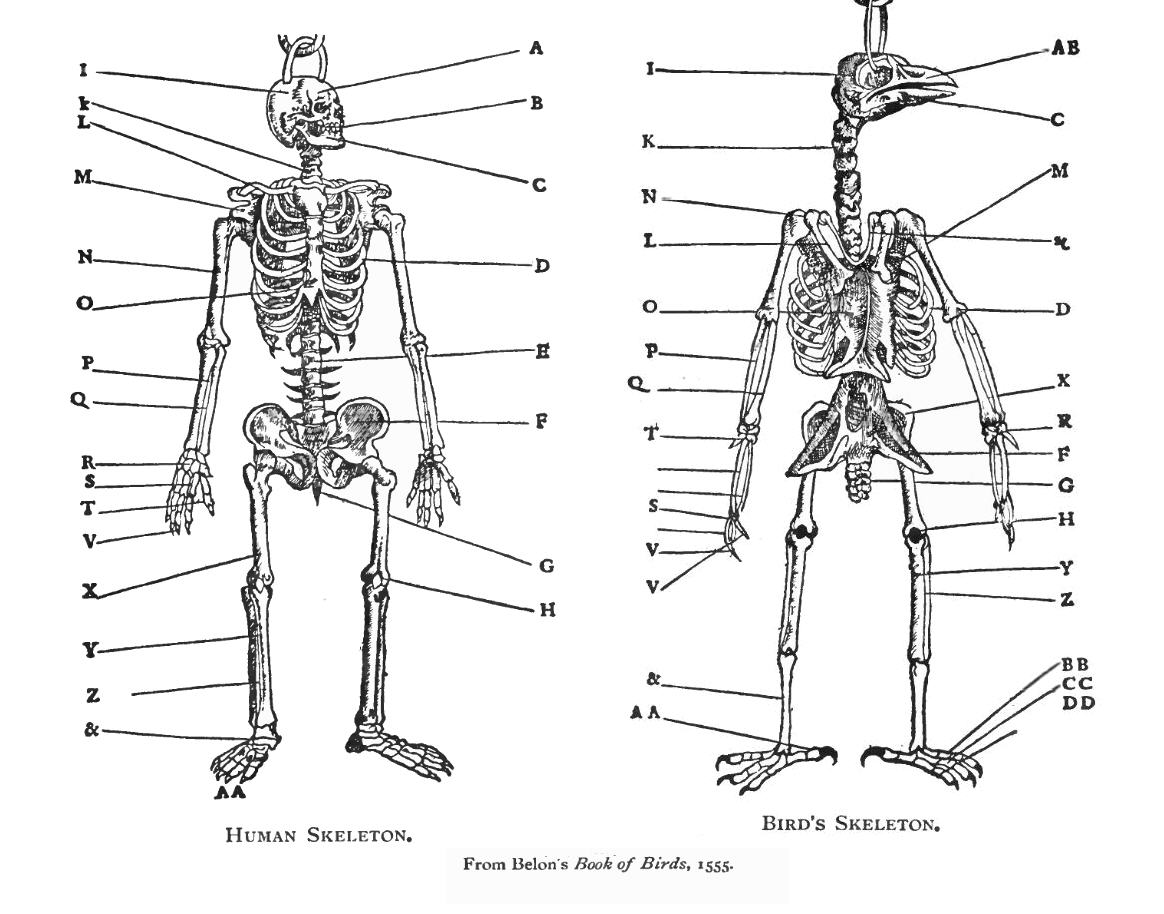
Confronto tra uccelli e uomini nella Storia della Natura degli Uccelli di Pierre Belon, 1555

Nel Cinquecento ci fu un fiorire di scritti di carattere ornitologico. Citiamo qui solo i più noti in ordine cronologico.
Nel 1544 l'inglese William Turner pubblicò una Historia Avium (Storia degli Uccelli).
Nel 1555 lo svizzero Conrad von Gesner pubblicò De Avium Natura (Natura degli Uccelli), tradotto subito dal latino in tedesco (Vogelbuch = Libro degli Uccelli, 1557), nel quale sono elencate in ordine alfabetico 217 specie di uccelli, ciascuna illustrata con un'incisione in legno e completa d'informazioni sull'aspetto, l'anatomia, la distribuzione, il comportamento.
Nello stesso anno, il francese Pierre Belon pubblicò l'Histoire de la Nature des Oyseaux, avec Leurs Descriptions et Naïfs Portraicts Retirez du Naturel (Storia della Natura degli Uccelli, con le Loro Descrizioni e Semplici Ritratti Presi dal Naturale), contenente le descrizioni di circa duecento specie. Il suo confronto tra lo scheletro umano e quello degli uccelli è considerato una pietra miliare negli inizi dell'anatomia comparata.
Intorno al 1572 l'olandese Volcher Coiter, che aveva studiato approfonditamente le strutture interne degli uccelli, nel De Diferentiis Avium (I Diversi Uccelli) propose una classificazione di questi animali basata sulla struttura e sul comportamento.

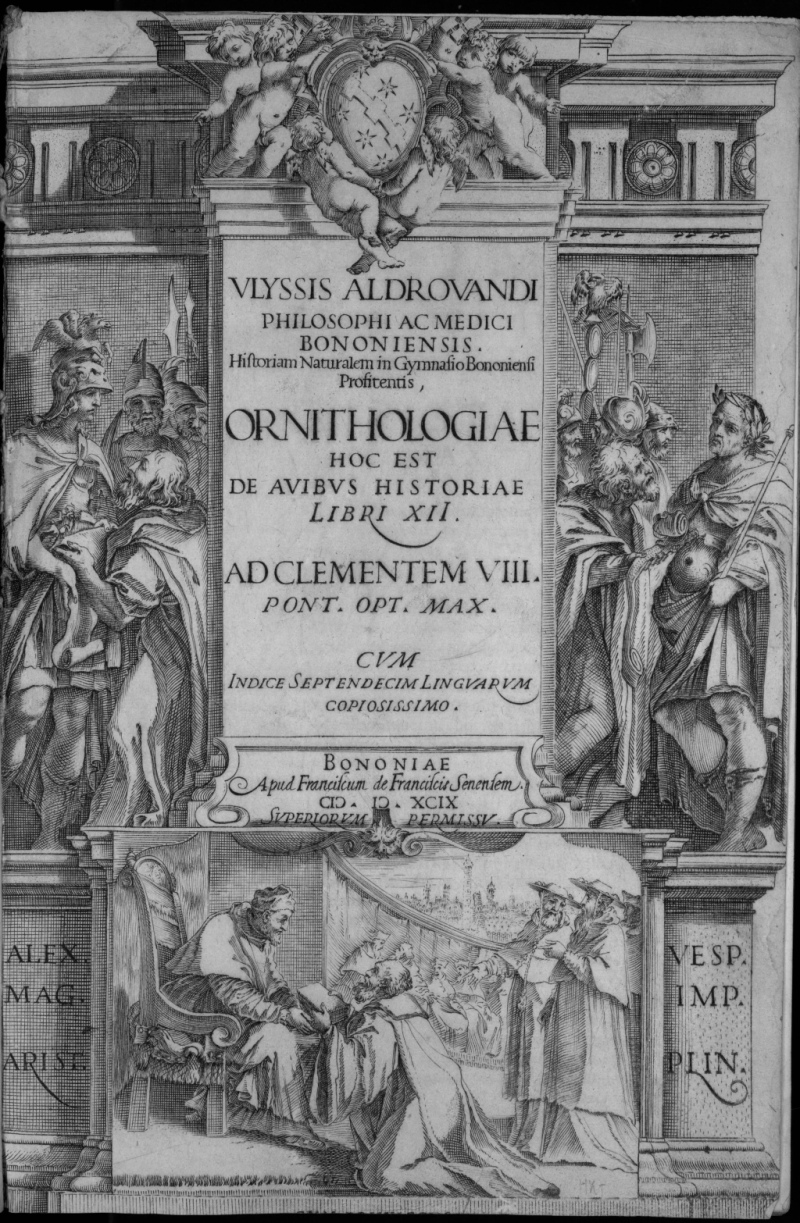
Copertina dellOrnitologia di Ulisse Aldrovandi, 1599

In Italia, il naturalista bolognese Ulisse Aldrovandi pubblicò nel 1599 un testo intitolato Ornithologiae Hoc Est de Avibus Historiae Libri XII (Ornitologia Ossia Storia degli Uccelli in 12 Libri), a cui si aggiunsero due ulteriori volumi nel 1600 e nel 1603, per un totale di oltre 2000 pagine interamente dedicate all'ornitologia.
L'umbro Antonio Valli da Todi pubblicò nel 1601 Il Canto de gl'Augelli, opera nella quale, tra le altre cose, esplicita la relazione tra territorio e canto.

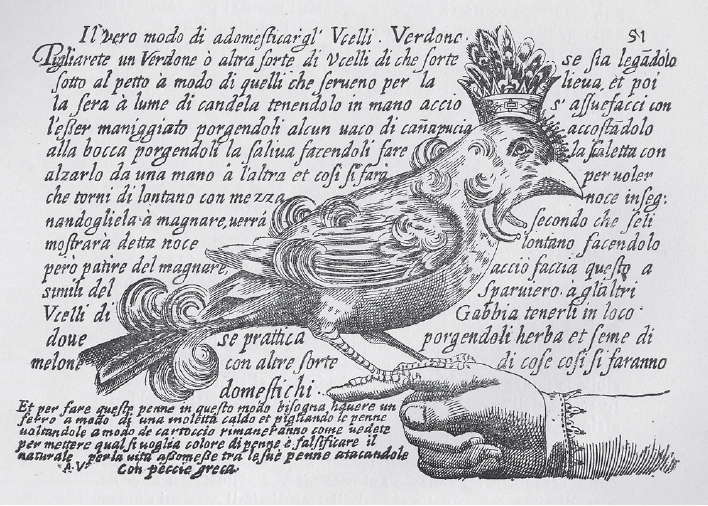
Antonio Valli da Todi scrisse nel 1601 un'opera intitolata Il canto de gl'augelli

Nel 1676 Francis Willughby pubblicò Ornithologiae Libri Tres (Ornitologia in 3 Libri), completato da John Ray, al quale si deve anche un'altra ornitologia pubblicata postuma nel 1713 sotto il titolo di Synopsis methodica avium et piscium. In queste opere viene proposta una classificazione basata su criteri morfologici più che esteriori e comportamentali.
L'espansione delle rotte commerciali e la colonizzazione delle Americhe portò alla descrizione di nuove specie. Un importantissimo contributo in questo senso fu dato da Charles de l'Écluse, generalmente conosciuto con il nome latinizzato di Carolus Clusius. Benché prevalentemente botanico, questo francese che viveva nei Paesi Bassi ebbe modo di vedere reperti provenienti da ogni parte del mondo, portati dai navigatori, e nel 1605 pubblicò Exoticorum Libri Decem (Cose Esotiche in 10 Libri), nel quale, tra l'altro, vengono descritte molte nuove specie di uccelli, come il casuario, il pinguino di Magellano, l'ibis rosso ecc.
Tra i tanti altri studiosi che descrissero specie nuove, ricordiamo qui il danese Ole Worm (latinizzato come Olaus Wormius), che descrisse l'uccello del Paradiso e il geografo Georg Markgraf, i cui appunti servirono a Johannes de Laet per l'ultimo volume della Historia Naturalis Brasiliae (Storia Naturale del Brasile, 1648), contenente 133 specie di uccelli.

### L'ornitologia nel Settecento
Il Settecento è il secolo in cui Linneo pubblica le sue opere e in particolare il Systema Naturae (Sistema della Natura, 1ª edizione 1735, 13ª edizione 1770), nel quale viene delineata una rigorosa classificazione delle specie animali e vegetali e tra queste degli uccelli, con la fondamentale introduzione della nomenclatura binomiale.
Un'altra opera di grande risonanza (benché meno importante di quella di Linneo) fu scritta da Buffon: l'Histoire Naturelle Générale et Particulière (Storia Naturale Generale e Particolare) in 36 volumi, dei quali nove sono dedicati agli uccelli (dal 16° al 24°, pubblicati tra il 1770 e il 1785).
Ci furono anche opere più specialistiche, tra le quali va ricordata l'Ornithologie (Ornitologia) di Brisson, in sei volumi, pubblicata nel 1760.

### L'ornitologia nell'Ottocento

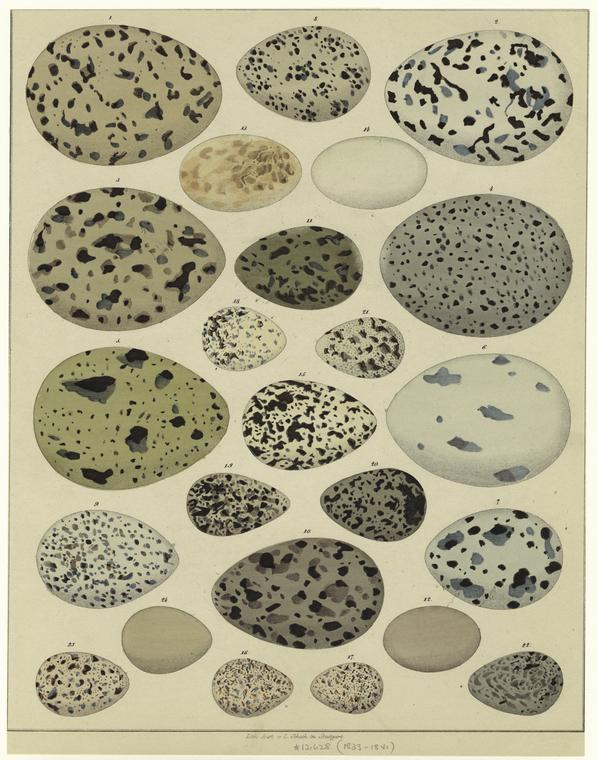
Le ricerche scientifiche si focalizzarono inizialmente soprattutto su oggetti da raccogliere, come uova e nidi

A cavallo tra il Settecento e l'Ottocento prese forma l'esplorazione sistematica delle faune ornitologiche esotiche, che aveva avuto dei precursori meno specializzati fin dal Seicento. Le Vaillant pubblicò i risultati delle sue esplorazioni nei sei volumi dell'Histoire Naturelle des Oiseaux d'Afrique (Storia Naturale degli Uccelli d'Africa) (1796–1808). A Viellot si deve l'Histoire Naturelle des Oiseaux de l'Amerique Septentrionale (Storia Naturale degli Uccelli dell'America Settentrionale) (1807-1808), frutto di dieci anni di ricerche sul campo, oltre ad altre opere ornitologiche tra cui l'Ornithologie Française (Ornitologia Francese, 1823-1830).

## Associazioni
L'ornitologia è una delle poche scienze che ancor oggi è praticata da un grandissimo numero di dilettanti e appassionati più o meno esperti. Gli ornitologi "professionisti", quelli che praticano l'ornitologia per mestiere - principalmente ricercatori delle università e di qualche ente governativo - sono una piccola minoranza.
Il rapporto tra le due categorie è generalmente buono e viene normalmente mediato da un certo numero di associazioni, con taglio a volte marcatamente ambientalista, a volte più strettamente legato agli ambienti universitari o museali.
Tra le tante associazioni che operano in Italia, citiamo in particolare per l'ornitologia:
- Il CISO (Centro Italiano di Studi Ornitologici)

- la Lega Italiana Protezione Uccelli (LIPU), che è partner italiano di BirdLife International;
- la SOI (Società Ornitologica Italiana);
- il WWF (World Wide Fund for Nature);

Il CISO è un'associazione che riunisce professionisti e amatori dediti alla ricerca ornitologica, accomunati dal desiderio di sviluppare e diffondere conoscenze biologiche per la conservazione dell’avifauna; collabora con organizzazioni e società scientifiche italiane ed europee per la realizzazione di progetti di ricerca e la conservazione degli uccelli e dei loro habitat, e si occupa dell'organizzazione del Convegno Italiano di Ornitologia, il più importante momento d’incontro fra gli ornitologi italiani. 
In Italia vi sono anche diverse realtà regionali che si occupano di promuovere la ricerca dell'avifauna, fra le più note si riconoscono:
- ARDEA in Campania
- SROPU in Lazio
- ASOER in Emilia-Romagna

La Federazione Ornicoltori Italiani (FOI-ONLUS) è invece l'ente che raggruppa tutti gli appassionati ornicoltori e gli allevatori di uccelli. 
All'estero, in Europa è molto importante la britannica Royal Society for the Protection of Birds (Società Reale per la Protezione degli Uccelli), che conta oltre un milione di aderenti The RSPB: About us. Tra le altre, menzioniamo la Deutsche Ornithologen-Gesellschaft (DO-G, Associazione Ornitologica Tedesca) DO-G: News.
Negli Stati Uniti le associazioni ornitologiche sono numerosissime. Tra le più antiche e più importanti menzioniamo la American Ornithologists' Union (AOU, Unione degli ornitologi americani), fondata nel 1883  e la Association of Field Ornithologists (AFO, Associazione degli ornitologi sul campo), fondata nel 1922 Association of Field Ornithologists
Anche in Asia non mancano associazioni ornitologiche di antica data, come la Società ornitologica del Giappone, fondata nel 1912 .

## Tecniche
Le tecniche ornitologiche possono essere divise sommariamente in tre categorie:
- osservazioni sul campo;
- osservazioni di campioni (esemplari morti, uova, nidi, ossa ecc.);
- osservazioni in laboratorio.

## Settori
All'interno dell'ornitologia, si possono riconoscere settori specializzati, in particolare:
- sistematica degli uccelli;
- anatomia e fisiologia degli uccelli;
- etologia degli uccelli;
- ecologia degli uccelli;
- filogenesi e paleontologia degli uccelli;
- conservazione degli uccelli